# Scrophularia hypericifolia
Scrophularia hypericifolia är en flenörtsväxtart som beskrevs av Wydl.. Scrophularia hypericifolia ingår i släktet flenörter, och familjen flenörtsväxter. Inga underarter finns listade i Catalogue of Life.